# 1957 في الجزائر
الأحداث من عام 1957 في الجزائر .

## الأحداث
قامت مصر بتمثيل الجزائر في مؤتمر باندونغ الذي عقد في ماي 1955. كما كان لها دور فعال في تمكين الجزائريين من لعب دورا مؤثرا في منظمة تضامن الشعوب الافرو آسيوية منذ نشأتها بالقاهرة في ديسمبر 1957

## المواليد

### يناير
- 1 يناير - حفناوي بعلي - أكاديمي وناقد وصحفي جزائري.
- 22 يناير - نصر الدين دريد - هو حارس مرمى جزائري سابق لكرة القدم.

### ماي
- 20 ماي - محمد شعيب - لاعب كرة قدم جزائري سابق لعب في صفوف منتخب الجزائر لكرة القدم في مركز مدافع.

## الوفيات

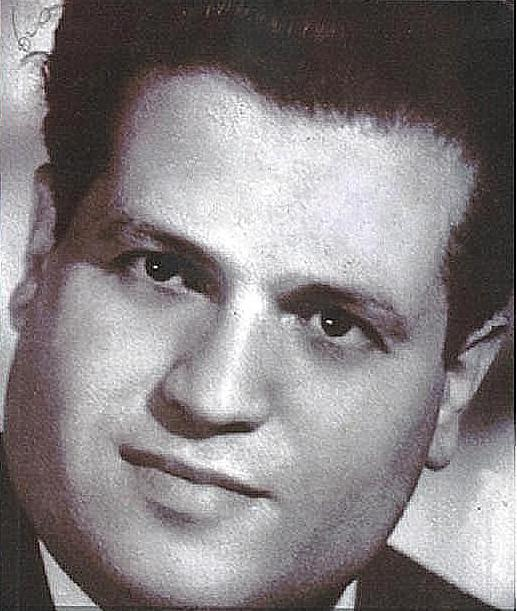
علي بومنجل

### مارس
- 23 مارس - علي بومنجل - مناضل ومحامي جزائري . ( في الصورة )
- 31 مارس - علي ملاح - مناضل ومجاهد جزائري .

### أكتوبر
- 8 أكتوبر – علي لابوانت - أحد أبطال الثورة الجزائرية .
- 10 أكتوبر – محمد الأمين العمودي – كان مصلحًا وشاعرًا وأول أمين عام لجمعية العلماء المسلمين الجزائريين.
- 25 أكتوبر– زوليخة عدي - مناضلة ومجاهدة جزائرية أعدميت رميًا من على متن حوامة.